# Tamolanica leopoldi
Tamolanica leopoldi es una especie de mantis de la familia Mantidae.

## Distribución geográfica
Se encuentra en la Isla Aru, e Isla Aroe.